# KEY OF HEART-Limited Single-
〈KEY OF HEART-Limited Single-〉는 가수 보아가 한국에서 발매한 5번째 싱글이다. CD 발매가 아닌 디지털 싱글 형태로 발매되었다.
〈KEY OF HEART〉는 〈DOUBLE〉, 〈QUINCY〉의 편곡을 담당했던 h-wonder가 작곡했다. 이 노래는 2006년 8월 9일 일본에서 발매된 보아의 20번째 싱글 KEY OF HEART/DOTCH에 수록된 〈KEY OF HEART〉의 번안 곡이다. 이 곡은 보아가 출연하는 올림푸스 카메라의 광고에 배경 음악으로 사용되면서 〈KEY OF HEART-Limited Single-〉라는 이름의 디지털 싱글로 발매되었다. 뮤직 비디오는 슈퍼주니어의 동해와 임주환이 보아와 함께 출연했다. 한국어로 번안된 〈KEY OF HEART〉는 2006년 10월 27일〈KEY OF HEART/DOTCH〉가 한국에 라이센스반으로 발매될 때 보너스 트랙으로 수록되었다.

## 트랙리스트
〈KEY OF HEART-Limited Single-〉
1. KEY OF HEART